# Hannes Þór Halldórsson
Hannes Þór Halldórsson, född 27 april 1984 i Reykjavík, är en isländsk fotbollsmålvakt som spelar för Valur. Han representerar även Islands fotbollslandslag.

## Karriär
Den 3 juli 2018 värvades Halldórsson av Qarabağ. Den 9 april 2019 värvades Halldórsson av Valur, där han skrev på ett fyraårskontrakt.